# Suwanee River Jamboree
Das Suwanee River Jamboree war eine US-amerikanische Country-Sendung, die von dem Radiosender WNER aus Live Oak, Florida im Suwanee River Valley gesendet wurde. Das Suwanee River Jamboree war die bekannteste Country-Show Floridas.

## Geschichte

### Anfänge
Das Suwanee River Jamboree ging erstmals 1952 auf Sendung. Frühe Mitglieder waren damals Al Winburn and his Melody Rangers und Sandy Flowers. Den Komik-Teil übernahm von Anfang an „Cousin“ Clair Parker. Insgesamt wurde die Show von fünf verschiedenen Radiosendern übertragen. Die Show wurde jeden Samstagabend abgehalten und dauerte mit anschließendem Barn Dance vier Stunden.

### Erfolgreichste Country-Show in Florida
Um 1956 galt das Suwanee River Jamboree als die erfolgreichste Country-Show in Florida. Zusätzlich wurde eine halbstündige Sequenz aus der vierstündigen Live-Sendung in das CBS-Netz eingespeist und konnte so im gesamten Süden der USA gehört werden. Die meisten Mitglieder kamen aus der Nähe von Live Oak und stellten einen Querschnitt durch die damalige Country-Musik dar, von Bluegrass bis zum Rockabilly. 1958 übernahmen die bekannten Stanley Brothers die Moderation der Show, wenngleich sie auch schon vorher Gastauftritte in der Sendung bestritten. Zur selben Zeit wurden auch Jim and Jesse mit ihrer Band, den Virginia Boys, Mitglied der Show. Das Suwanee River Jamboree hatte seitdem zwei der berühmtesten Bluegrass-Gruppen der USA als Mitglieder. Nach den Stanley Brothers übernahmen Anfang der 1960er Jahre Jim und Jesse McReynolds die Show für ungefähr zwei Jahre. Die letzte Sendung des Suwanee River Jamborees wurde 1962 gesendet.
1984 wurde das Suwanee River Jamboree Homecoming Concert veranstaltet, bei dem die alten Stars noch einmal auftraten, unter anderem auch Ralph Stanley (sein Bruder Carter war 1966 verstorben) sowie Jim und Jesse. Das Konzert wurde im Stephen Foster State Culture Center abgehalten. 1985 fand ein ähnliches Konzert erneut statt.

## Gäste und Mitglieder
| - The Stanley Brothers - Jim and Jesse McReynolds - J.T. Pollards and the Sundown Drifters - Sandy Flowers - Clair Parker - Lamar Rogers - Al Winburn and his Melody Rangers - Ned Napier | - Claude Bedenbaugh - Sandy Flowers - Leroy McDaniels - The Suwanee River Boys - Gordon Jackson - The Cheerleaders - Town and Country Playboys - Cheryl Thompson |